# Roy Dieks
Roy G. Dieks (ur. 25 lutego 1956, zm. 20 grudnia 2004) – holenderski szachista.

## Kariera szachowa
W pierwszej połowie lat 70. XX wieku należał do szerokiej światowej czołówki wśród juniorów. Kilkukrotnie reprezentował Holandię na mistrzostwach świata i Europy juniorów, największy sukces odnosząc w 1974 r. w Manili, gdzie zdobył tytuł wicemistrza świata w kategorii do 20 lat. Oprócz tego dwukrotnie zajął 8. miejsca: w mistrzostwach świata do 20 lat (Teesside 1973) oraz w mistrzostwach Europy do 20 lat (Groningen 1972/73), natomiast w mistrzostwach Europy juniorów do 20 lat (Groningen 1974/75) zajął 9. miejsce. W finale tych mistrzostw zdobył tylko 2½ pkt w 9 partiach, jednakże cały swój punktowy dorobek uzyskał w partiach z trójką medalistów (wygrał z Johnem Nunnem i Paulem van der Sterrenem, zremisował z Péterem Székelym), przegrywając z wszystkimi pozostałymi przeciwnikami. W 1974 r. zdobył w Rotterdamie tytuł mistrza Holandii juniorów, wystąpił również w turnieju B festiwalu Hoogovens  w Wijk aan Zee, zajmując 12. miejsce (w jednej z partii pokonał wówczas późniejszego arcymistrza, Jamesa Tarjana). W 1975 r. jedyny raz w karierze wystąpił w Leeuwarden w finale indywidualnych mistrzostw Holandii, zajmując 6. miejsce. Kilkukrotnie reprezentował Holandię w meczach międzypaństwowych, m.in. z Anglią (1971), Republiką Federalną Niemiec (1974) oraz Szwecją (1975). Pod koniec lat 70. zakończył sportową karierę, w kolejnych latach w turniejach klasyfikowanych przez Międzynarodową Federacje Szachową startując bardzo rzadko.
Najwyższy ranking w karierze osiągnął 1 stycznia 1975 r., z wynikiem 2305 punktów dzielił wówczas 26-28. miejsce wśród holenderskich szachistów.